# Paul Grauschopf
Paul Grauschopf (* 15. August 1998 in Mallersdorf) ist ein deutscher Fußballspieler. Der Innenverteidiger steht beim SV Donaustauf unter Vertrag und ist ehemaliger deutscher Nachwuchsnationalspieler.

## Leben
Paul Grauschopf besuchte das Burkhart-Gymnasium in Mallersdorf-Pfaffenberg und führte dort außerdem ein Praktikum für Lehramt durch.

## Karriere

### Verein
Der Niederbayer begann als G-Jugendlicher beim TSV Ergoldsbach mit dem Fußballspielen. In der Folge schaffte er den Sprung in die Nachwuchsleistungszentren des SSV Jahn Regensburg sowie der SpVgg Greuther Fürth. Mit Fürths A-Jugend gelangte der Verteidiger bis ins Achtelfinale des DFB-Juniorenpokals 2015/16, wo die Mannschaft jedoch gegen den SC Freiburg ausschied.
Anschließend beendete Grauschopf seine fußballerische Ausbildung in der U19 von RB Leipzig. Während dieser Zeit stand er einmal für die zweite Mannschaft der Sachsen in der Regionalliga über 90 Minuten und somit erstmals im Herrenbereich auf dem Feld.
Im Sommer 2017 wechselte er mangels Perspektiven in Leipzig zum FC Ingolstadt 04. Dort absolvierte der Innenverteidiger 49 Regionalligapartien für die zweite Mannschaft und war in seiner zweiten Saison Stammspieler. Im Frühjahr 2019 folgte durch den Abstieg der Profis in die 3. Liga trotz des achten Tabellenplatzes die Zwangsversetzung der Amateurmannschaft in die Bayernliga.
Aufgrund dessen unterschrieb Grauschopf im Sommer 2019 einen Zweijahresvertrag, der per Option um ein weiteres Jahr verlängert werden kann, beim Drittligisten SpVgg Unterhaching.
Im Sommer 2021 wechselte er in die Bayernliga zum SV Donaustauf.
Im Sommer 2023 wechselte er in die Regionalliga Bayern zu DJK Vilzing.

### Nationalmannschaft
Grauschopf absolvierte zwischen 2013 und 2016 15 Partien für Nachwuchsmannschaften des DFB. Da er länger als zwei Jahre bei seinem ersten Verein, dem TSV Ergoldsbach, ausgebildet worden war, erhielt dieser eine einmalige finanzielle Zuwendung seitens des DFB.